# Anton Logar (stomatolog)
Anton Logar, slovenski zdravnik in stomatolog, * 22. maj 1902, Ljubljana, † 24. junij 1983, Ljubljana.
Logar je študiral na Medicinski fakulteti v Ljubljani in v Zagrebu, kjer je leta 1926 diplomiral. Do 1930 je bil zdravnik v vojni mornarici, nato se je na Dunaju specializiral iz stomatologije. Leta 1931 je v Ljubljani odprl zasebno zobozdravstveno ambulanto. Po letu 1945 je predaval na tečajih za zobozdravstvene terapevte na višji dentistični šoli ter bil vodja zobne poliklinike v Ljubljani. Na stomatološki fakulteti Medicinske visoke šole je postal 1957 izredni, 1962 pa redni profesor. Logar je 1955 objavil učbenik Konzervirajoče zobozdravstvo I. Anatomija zob.